# 273
273 (CCLXXIII na numeração romana) foi um ano comum do século III do Calendário Juliano, da Era de Cristo, a sua letra dominical foi E (52 semanas), teve início a uma quarta-feira e terminou também a uma quarta-feira.
| Ano completo                        |
| ----------------------------------- |
| Ano comum com início à quarta-feira |

## Acontecimentos
- O Exército romano, sob as ordens do imperador Aureliano, saqueiam a cidade de Palmira, na Síria.
- O xá Vararanes I sucede a Hormisda I.
- Marco Cláudio Tácito, futuro imperador romano, é cônsul em Roma.

## Mortes
- Déxipo, historiador grego.